# Número de Prandtl turbulento
O número de Prandtl turbulento ({\displaystyle Pr_{t}}) é um termo adimensional definido como a razão entre o momento difusividade turbulenta e a difusividade turbulenta de transferência de calor. É útil para resolver o problema da transferência de calor por convecção de fluxos de camada limite turbulenta. O mais simples modelo para {\displaystyle Pr_{t}} é a analogia de Reynolds, a qual resulta um número de Prandtl turbulento de 1. De dados experimentais, {\displaystyle Pr_{t}} tem uma média de 0,85 , mas varia de 0,7 a 0,9 dependendo do número de Prandtl do fluido em questão.

## Definição
A introdução da difusividade turbulenta e subsequentemente o número de Prandtl turbulento funciona como um meio de se definir uma relação simples entre a tensão extra de cisalhamento e fluxo de calor que está presente em um fluxo turbulento. Se o momento e coeficientes de difusão térmica são nulos (sem tensão de cisalhamento aparente e fluxo de calor turbulento), então as equações de fluxo turbulento reduzem-se a equações laminares. Podemos definir os coeficientes de difusão para a transferência de momento {\displaystyle \epsilon _{M}} e transferência de calor
{\displaystyle \epsilon _{H}} as
{\displaystyle -{\overline {u'v'}}=\epsilon _{M}{\frac {\partial {\bar {u}}}{\partial y}}} and {\displaystyle -{\overline {v'T'}}=\epsilon _{H}{\frac {\partial {\bar {T}}}{\partial y}}}
onde {\displaystyle -{\overline {u'v'}}} é a tensão de cisalhamento turbulento aparente e {\displaystyle -{\overline {v'T'}}} é o fluxo de calor turbulento aparente.
O número de Prandtl turbulento é então definido como
{\displaystyle Pr_{t}={\frac {\epsilon _{M}}{\epsilon _{H}}}.}

## Aplicação
A equação da camada limite de momento turbulento:
{\displaystyle {\bar {u}}{\frac {\partial {\bar {u}}}{\partial x}}+{\bar {v}}{\frac {\partial {\bar {u}}}{\partial y}}=-{\frac {1}{\rho }}{\frac {d{\bar {P}}}{dx}}+{\frac {\partial }{\partial y}}\left[(\nu {\frac {\partial {\bar {u}}}{\partial y}}-{\overline {u'v'}})\right].}
A equação da camada limite térmica turbulenta,
{\displaystyle {\bar {u}}{\frac {\partial {\bar {T}}}{\partial x}}+{\bar {v}}{\frac {\partial {\bar {T}}}{\partial y}}={\frac {\partial }{\partial y}}\left(\alpha {\frac {\partial {\bar {T}}}{\partial y}}-{\overline {v'T'}}\right).}
Substituindo as difusividades turbulentas nas equações de momento e térmica obtem-se
{\displaystyle {\bar {u}}{\frac {\partial {\bar {u}}}{\partial x}}+{\bar {v}}{\frac {\partial {\bar {u}}}{\partial y}}=-{\frac {1}{\rho }}{\frac {d{\bar {P}}}{dx}}+{\frac {\partial }{\partial y}}\left[(\nu +\epsilon _{M}){\frac {\partial {\bar {u}}}{\partial y}}\right]}
e
{\displaystyle {\bar {u}}{\frac {\partial {\bar {T}}}{\partial x}}+{\bar {v}}{\frac {\partial {\bar {T}}}{\partial y}}={\frac {\partial }{\partial y}}\left[(\alpha +\epsilon _{H}){\frac {\partial {\bar {T}}}{\partial y}}\right].}
Substituindo na equação termal usando a definição do número de Prandtl turbulento, tem-se
{\displaystyle {\bar {u}}{\frac {\partial {\bar {T}}}{\partial x}}+{\bar {v}}{\frac {\partial {\bar {T}}}{\partial y}}={\frac {\partial }{\partial y}}\left[(\alpha +{\frac {\epsilon _{M}}{Pr_{t}}}){\frac {\partial {\bar {T}}}{\partial y}}\right].}

## Consequências
No caso especial onde o número de Prandtl e número de Prandtl turbulento são ambos iguais a um (como na analogia de Reynolds), os perfis de velocidade e temperaturas são idênticos. Isso simplifica bastante a solução do problema de transferência de calor. Se o número de Prandtl e o número de Prandtl turbulento não são iguais a um, a solução ainda é simplificada, porque por conhecer-se as propriedades do fluido, mas apenas a difusividade turbulenta de momento, ainda se pode resolver o momento e as equações térmicas.
Em um caso geral de turbulência tri-dimensional, o conceito de viscosidade turbulenta e difusividade turbulenta não são válidos. Consequentemente, o número de Prandtl turbulento não tem nenhum significado.